# Клейтон (округ, Джорджия)
Кле́йтон (англ. Clayton County) — округ штата Джорджия, США. Население округа на 2000 год составляло 236517 человек. Административный центр округа — город Джонсборо.

## История
Округ Клейтон основан в 1858 году.

## Округ в культуре
Значительная часть действий романа Маргарет Митчел "Унесенные ветром" разворачивается в округе (графстве) Клейтон, где по сюжету расположена плантация O'Хара "Тара".

## География
Округ занимает площадь 370.4 км2.

## Демография
Согласно Бюро переписи населения США, в округе Клейтон в 2000 году проживало 236517 человек. Плотность населения составляла 638.5 человек на квадратный километр.